# Ngô Văn Kiều
Ngô Văn Kiều (sinh ngày 25 tháng 3 năm 1984) là cầu thủ bóng chuyền Việt Nam. Anh từng được xem là hiện tượng của thể thao Việt Nam nói chung và bóng chuyền nói riêng với biệt danh "oanh tạc cơ" với việc có công đóng góp rất lớn trong chiến thắng lịch sử trước Thái Lan tại SEA Games 24.
Ngô Văn Kiều là VĐV bóng chuyền đầu tiên của Việt Nam được một CLB nước ngoài mời thi đấu với mức lương 3000USD/tháng. Năm 2008, anh sang chơi cho Samator của Indonesia và được xếp vào đội hình chính thức trong vai trò trụ cột.

## Câu lạc bộ
- Sanest Khánh Hòa (2001 - nay)
- Surabaya Samator (2008)